# Coccidencyrtus longiclavatus
Coccidencyrtus longiclavatus is een vliesvleugelig insect uit de familie Encyrtidae. De wetenschappelijke naam is voor het eerst geldig gepubliceerd in 2005 door Xy.